# Lucio Alfredo Cornejo Linares
Lucio Alfredo Cornejo Linares (Salta, 12 de enero de 1903 - Salta, 26 de diciembre de 1962) fue un abogado y político argentino, que ejerció gobernador de la provincia de Salta entre 1946 y 1949. Fue el primer gobernador de esa provincia perteneciente al peronismo.

## Biografía
Hijo del gobernador salteño Julio Cornejo, era propietario del Ingenio San Isidro, propiedad que había sido del fundador del linaje de los Cornejo de Salta, Juan Adrián Fernández Cornejo y Rendón, padre del héroe de la independencia, José Antonino Fernández Cornejo. Se graduó de abogado en la Universidad de Buenos Aires en 1928, y en su época de estudiante se unió a la Unión Cívica Radical.
Fue abogado del Banco de Salta y asesor del Consejo Provincial del Educación. En 1938 fue elegido diputado provincial, siendo reelegido más tarde y separado de su cargo por la Revolución de 1943. Como adherente de esta revolución, fue fiscal del estado. En 1943 adquirió el diario "Norte. La Voz Radical", desde el que difundió las ideas y acciones de Juan Domingo Perón.
Alejado del radicalismo por las luchas entre facciones, se unió al Partido Laborista, que en Buenos Aires reunía a sindicalistas sin experiencia política, pero en las provincias del norte predominaban conservadores nacionalistas y radicales. Por influencia de Perón, la fórmula propuesta para competir por la gobernación estaba formada por Lucio Cornejo y Roberto San Millán; en las elecciones del 24 de febrero de 1946 lograron una amplia victoria, en concordancia con la victoria electoral, a nivel nacional, de Juan Domingo Perón.

### Formación del Peronismo Salteño
Si bien la formación del peronismo en Buenos Aires y sus alrededores se nutrió de las consecuencias de la incipiente industrialización, como la migración interna y los cuestionamientos a la vieja dirigencia política y sindical, en las provincias del norte argentino, donde no hubo desarrollo industrial antes de la llegada del peronismo, éste se interpreta más frecuentemente como un cúmulo de desgajamientos de los dos partidos dominantes hasta entonces, radicales y conservadores. Las actividades dominantes, en particular la agricultura orientada a la industrialización, como la del tabaco, la vitivinicultura, la extracción maderera y la caña de azúcar, no tenían actividad sindical en Salta, mientras que en la extracción petrolera el grado de sindicalización era mínimo.
Durante el mandato de Perón como secretario de trabajo hubo un explosivo aumento del número de sindicatos y afiliados a los mismos, arrastrando las fallas organizativas esperables en dirigentes y afiliados sin experiencia alguna. Las bases de esta organización en la zona central de la provincia estuvieron en los dirigentes de la "Confederación de Trabajadores Cristianos", que durante la gobernación de facto de Arturo Fassio se amplió para transformarse en la "Confederación Gremial Salteña".
La dirigencia política salteña estaba formada por los partidos radical y conservador, divididos ambos en dos tendencias cada una: yrigoyenistas y antipersonalistas los primeros, y liberales y nacionalistas —principalmente tradicionalistas— los segundos. Estas diferencias se ahondaron tras la revolución, aunque las nuevas alineaciones no respetaron estrictamente las anteriores; ahora la causa principal de las divisiones fue la que existía entre quienes apoyaban a Perón y quienes respondieron a la dirigencia de la Unión Democrática.

### Gobernación
La fórmula Cornejo Linares-San Millán obtuvo una aplastante victoria en las elecciones del 24 de febrero de 1946, que le garantizó un completo control de la Legislatura y los municipios. Pero los partidos integrantes de la alianza triunfante se repartían los cargos casi en partes iguales, lo cual era muy ventajoso cuando estuvieran de acuerdo, pero daba paso a la inestabilidad cuando hubiera conflictos.
Cornejo formó su gabinete con José Teófilo Solá Torino en Gobierno, Juan W. Dates en Hacienda y a Ovidio Ventura —un nacionalista tradicional— como subsecretario de gobierno, que llevó al gobierno a un cierto número de personajes de extracción nacionalista.
Durante su mandato se extendió la red vial, se mejoró la atención de salud —en gran medida por iniciativa del ministro de Salud de la Nación, Ramón Quijano—, se inauguró el Ferrocarril Trasandino del Norte y se reformó la Constitución provincial, cuyo texto provenía de la época del padre del gobernador, Julio Cornejo. También se adoptó oficialmente el Escudo de la Provincia de Salta, que recuerda en su heráldica al máximo héroe salteño, Martín Miguel de Güemes.
La situación económica de la provincia y el balance fiscal de su gobierno eran críticos. La inflación golpeó la economía y el estado provincial no estuvo en condiciones de responder con aumentos de sueldo, lo que llevó a una crisis económica generalizada.

### Conflictos internos y renuncia
Desde el principio de su gobierno se enfrentaron dos líneas dentro del peronismo salteño, alineándose los dirigentes sindicales —en general de extracción socialista— junto con el vicegobernador, contra el titular del Poder Ejecutivo. La unificación de los varios partidos peronistas en el nuevo Partido Peronista —inicialmente llamado "Partido Único de la Revolución"— dio la oportunidad a Cornejo de desplazar a sus contrincantes: el interventor del Partido Peronista canceló la ficha de afiliación tanto del doctor San Millán, como de sus hermanos y de varios dirigentes sin experiencia política. El 18 de abril de 1949, la CGT decretó una huelga por tiempo indeterminado, contando también con el apoyo de algunos grupos peronistas opositores. La policía reprimió enérgicamente la huelga. con el resultado de cuatro muertos y más de 40 heridos. No obstante, los gremialistas no levantaron la huelga, mientras los propios seguidores de Cornejo criticaban la acción policial.
El propio Perón solicitó a Cornejo la renuncia, que éste presentó el 31 de mayo de ese año. Dado que San Millán había renunciado en medio de la crisis, fue sucedido por el presidente de la Cámara de Diputados, Legislatura, Baudilio Espelta.